# 時給三〇〇円の死神
『時給三〇〇円の死神』（じきゅうさんびゃくえんのしにがみ）は、藤まるによる日本の小説。双葉社の双葉文庫より2017年12月14日に刊行された。

## あらすじ
高校二年生の佐倉真司は、ある日、同級生の花森雪希から「死神」のアルバイトに誘われる。その仕事は、この世に未練を残して亡くなった「死者」の未練を晴らし、あの世へと見送ることだった。時給はわずか三百円だが、半年間勤め上げれば、どんな願いも一つだけ叶えてもらえるという特別な報酬がある。真司は雪希と共に、様々な事情を抱える死者たちと出会い、彼らの最後の願いに寄り添う中で、命の重さや生きることの意味を学んでいく。

## 登場人物
佐倉 真司（さくら しんじ）
本作の主人公。ごく普通の高校二年生。花森雪希に誘われて「死神」のアルバイトを始めることになる。
花森 雪希（はなもり ゆき）
真司の同級生で、ミステリアスな雰囲気を持つ美少女。真司を死神のアルバイトに誘う。

## 書誌情報

### 小説
- 藤まる『時給三〇〇円の死神』双葉社〈双葉文庫〉、2017年12月14日発売[1]、ISBN 978-4-575-52062-0

### 漫画
桐原いづみの作画によるコミカライズが、『月刊アクション』（双葉社）にて2020年9月号から2022年4月号まで連載された。単行本は同社のアクションコミックスより全3巻で発売された。
- 藤まる（原作）・桐原いづみ（漫画）『時給三〇〇円の死神』双葉社〈アクションコミックス〉、全3巻
  - 【第1巻】2020年12月10日発売[3]、ISBN 978-4-575-85521-0
  - 【第2巻】2021年8月11日発売[4]、ISBN 978-4-575-85580-7
  - 【第3巻】2022年4月12日発売[5]、ISBN 978-4-575-85648-4